# Гробниця Хассана Модареса
Гробниця Хассана Модареса — місце поховання Хассана Модареса, першого головного міністра Ірану. Побудована у 1937 році у Кашмері, як протиставлення використанню основної гробниці Кашмеру, розташованої у просторих парках Кашмеру. Споруди гробниці складаються з центрального склепіння, чотирьох прибудов та склепіння, зробленого з бірюзи. Гробниця побудована у стилі ісламської архітектури та династії Сефевідів.
Хассан Модарес був іранським священнослужителем-імамітом і визначним прихильником Іранської конституційної революції. Разом із Абдолгоссейном Теймурташем він був одним із засновників реформістської партії Hezb-e Eslaah-talab.